# Pròdic de Ceos
Pròdic de Ceos (grec antic: Πρόδικος) va ser un sofista i filòsof grec del segle v aC. Era nadiu de Iulis, a l'illa de Ceos, i probablement nascut cap a l'any 460 aC. Pertany a una nova generació de sofistes que, com els altres, va viatjar per moltes ciutats, entre les quals destaca Atenes.
Va escriure Sobre la correcció dels noms, d'acord amb l'interès dels sofistes pel llenguatge i les seves significacions. En Les hores, escrit del qual queden algunes referències, va establir una espècie de «teoria de la cultura», els fonaments de la qual són el conreu de la terra, que obliga l'individu a restar-hi vinculat, com també ho està al treball i a l'organització política.

## Vida

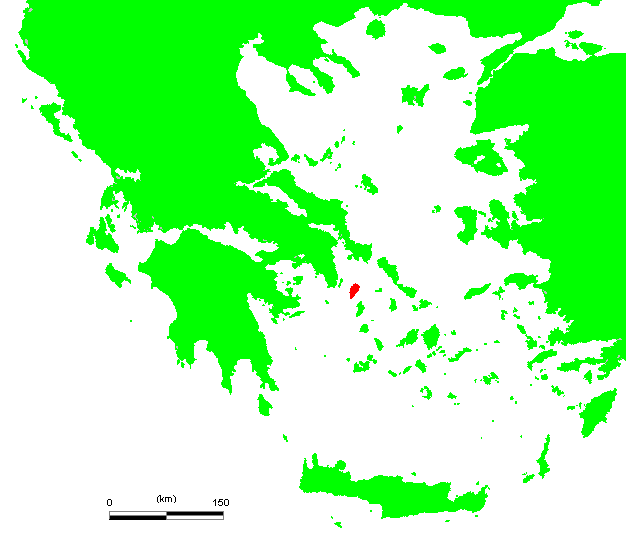
illa de Queos

Pròdic havia nascut a Iulis (Ceos), el mateix lloc natal de Simònides, del qual deia Plató que era un imitador. Pròdic viatjava freqüentment a Atenes per motius de negocis no propis sinó per a la seva ciutat i allà va cridar l'atenció com a orador, tot i que la seva veu tenia un to greu i tendia a abaixar-la. Plutarc el va descriure com un home prim i de constitució dèbil; i Plató també feia al·lusió a la seva feblesa física amb un cert grau d'efeminament. Filòstrat (historiador) el va acusar de ser avariciós, però cap altra font esmenta això.
Al Protàgoras de Plató, (datada cap al 430 aC), s'esmenta Pròdic com si temps abans ja hagués arribat a visitar Atenes. A més apareix en una obra d'Èupolis, i en Els núvols (423 aC) i també en Els ocells (414 aC) d'Aristòfanes. Entre els seus alumnes s'hi trobava l'orador Teràmenes d'Atenes i Isòcrates. Hi ha una referència que assegura que l'any de la mort de Sòcrates (399 aC), Pròdic encara era viu. Segons afirmacions de Filòstrat, les quals no es consideren del tot fiables, va pronunciar els seus discursos sobre la virtut i el vici a Tebes i també a Esparta. A l'Apologia de Plató se'l relaciona amb Gòrgies i amb Hípies com un d'aquells que eren considerats competents per a instruir la joventut. Llucià el citava per ser un dels que donaven discursos a Olímpia.
Als diàlegs de Plató se'n parla d'ell amb un cert grau d'estima comparat amb els altres sofistes. Aristòfanes, dins Els núvols, el tracta més indulgentment que a Sòcrates; i al Xenofont de Sòcrates, per tal de combatre la voluptuositat d'Aristip de Cirene, manlleva del llibre "El savi Pròdic" la història de l'elecció d'Hèrcules. Tal com feien Protàgores i altres, Pròdic feia discursos a canvi de diners, al preu d'entre mitja dracma i fins a 50 dracmes, probablement depenent de si els oidors volien un simple discurs o un curs complet. Es creu que Pròdic va acumular una gran fortuna. però l'afirmació que anava cercant la companyia d'homes rics només es troba en Filòstrat.

## Doctrines
Pròdic formava part de la primera generació de Sofistes. "Era un sofista en el complet sentit d'un educador professional que treballa per al seu propi benefici." Donava classes tant de filosofia com de política,. Plató qualificava les seves instruccions com principalment ètiques, i el distingia per les seves idees de coratge, temeritat, audàcia, amb preferència sobre les opinions d'altres sofistes sobre aquests temes. De vegades feia petis discursos individuals, i encara que això és un fet conegut per Cal·límac de Cirene, no sembla que s'hagin conservat fins als nostres dies. En contrast amb Gòrgies i altres que es lloaven de posseir la destresa de fer que allò insignificant semblés grandiós, i viceversa, i d'esplaiar-se en discursos llargs o curts, Pròdic proposava que el discurs no havia de ser ni massa llarg ni massa curt sinó de la mesura adient, i només associat amb altres sofistes va rebre encàrrecs per a fer que causes insignificants semblessin importants a través de la retòrica. (D'aquesta manera va inspirar el Belial de Milton).

## Lingüística
Alguns dels diàlegs de Plató es van centrar en la teoria lingüística de Pròdic, i en la importància que donava a l'ús correcte de les paraules. A més demanava especial atenció en no confondre expressions amb significats semblants. Es diu que Tucídides havia après d'ell l'ús acurat de les paraules. Al Cràtil, Sòcrates fa broma dient que si hagués pogut pagar 50 dracmes per les lliçons, seria un expert en "paraules correctes." En diversos diàlegs platònics, Sòcrates apareix com amic i company de Pròdic, cosa que fa pensar que en el fons tenien una bona relació i que Sòcrates devia haver assistit almenys a unes quantes classes donades pel seu amic. "Per a Sòcrates, l'ús correcte del llenguatge era el prerequisit per a una vida correcta i fins i tot un govern encertat. Però Pròdic, malgrat que els seus ensenyaments lingüístics incloïen la distinció semàntica entre termes d'ètica, només en va arribar a les portes. El complet art del logoi abasta ni més ni menys que tota la filosofia."

## Ètica

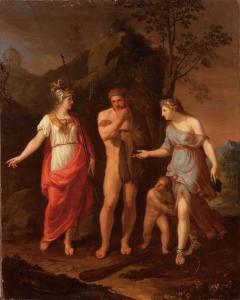
L'elecció d'Hèrcules, pintat per Andrea Apiani

El discurs sobre l'elecció d'Hèrcules es titulava Horai (grec antic: Ὧραι). En ell explica que Hèrcules, en entrar a l'edat adulta, se li va demanar que escollís un dels dos camins a la vida: el de la virtut o el del vici. S'hi van presentar dues dones, l'una de digna bellesa, adornada amb la puresa, la modèstia i la discreció; l'altra de formes voluptuoses, aspecte i vestimenta de prostituta. La segona li feia promeses de portar-lo pel camí més curt, sense que hagués d'esforçar-se, per a finalment gaudir de tots els plaers. La primera, recordant-li els seus progenitors i apel·lant al seu tarannà noble, no li amagava que els déus no li han assegurat allò que és autènticament bell i bo vingui separat de dificultats i acurats esforços. Mentre l'una volia dissuadir-lo d'agafar el camí de la virtut pressionant-lo amb les dificultats que hi comporta; l'altra incidia en la forma antinatural amb què el gaudiment ens fa anticipar la necessitat d'ell, que ens fa desitjar la més alta joia abans que els fets nobles, i les conseqüències d'una vida dedicada al plaer, i com ella, honorada pels déus i les persones, el conduiria per tota mena de treballs nobles, i al veritable benestar en totes les circumstàncies de la vida. Hèrcules finalment es decideix pel camí de la virtut. Aquest esbos de Xenofont probablement representa, de forma abreujada, les principals idees de l'original, del qual no es conserva cap fragment.
Un altre discurs atribuït a Pròdic, és esmentat a l'Erixias de Plató. Pròdic es fa responsable de mostrar que el valor dels béns materials depèn de l'ús que se'n faci d'ells i que la virtut cal que sigui apresa. Semblants sentiments van ser expressats en la Lloança a l'agricultura de Pròdic. Al diàleg Axioc se li atribueix un punt de vista respecte a la inutilitat de la vida terrenal en diferents edats i professions, i com hem d'anhelar l'alliberament de la connexió amb el cos en l'èter celestial. És una doctrina que no tem a la mort.

## Naturalisme
Pròdic, com els seus companys sofistes, interpretava la religió a través dels esquemes naturalistes. Els déus eren per a ell personificacions del sol, la lluna, els rius, les deus, i tot allò que contribueix al confort de la nostra vida, tot i que de vegades se'l va considerar ateu." La seva teoria consistia que l'home primitiu, tan impressionat amb els dons de la natura que el proveïa de tot per al desenvolupament de la vida, acabava per veure en ells els déus encarnats en la mateixa natura. Aquesta teoria no va ser remarcable pel seu racionalisme sinó pel discerniment d'una connexió propera entre religió i agricultura."